# وليد بلحمري
وليد بلحمري (بالفرنسية: Walid Belhamri)‏ (من موليد 19 نوفمبر 1990 في بوعينان) هو لاعب كرة قدم محترف جزائري.

## روابط خارجية
- وليد بلحمري على موقع قاعدة بيانات كرة القدم.إي يو (الإنجليزية)
- وليد بلحمري على موقع Soccerway.com (الإنجليزية)